# Ciurila (gmina)
Ciurila – gmina w Rumunii, w okręgu Kluż. Obejmuje miejscowości Ciurila, Filea de Jos, Filea de Sus, Pădureni, Pruniș, Sălicea, Săliște i Șutu. W 2011 roku liczyła 1594 mieszkańców.